# Prințesa Maria de Saxa-Weimar-Eisenach (1849–1922)
Prințesa Maria Alexandrine de Saxa-Weimar-Eisenach (Marie Alexandrine Anne Sophie Auguste Helene; 20 ianuarie 1849 – 6 mai 1922) a fost fiica cea mare și al doilea copil al lui Karl Alexander, Mare Duce de Saxa-Weimar-Eisenach și a soției acestuia, Prințesa Sofia a Olandei.
Prin mama ei, Maria a fost a doua în linia de succesiune la tronul olandez după nepotul ei, Wilhelm Ernest, Mare Duce de Saxa-Weimar-Eisenach din 1900 până la nașterea Prințesei Iuliana în 1909. Cum era de așteptat ca nepotul ei să renunțe la drepturile sale de moștenire asupra tronului olandez în favoarea păstrării titlului său de Mare Duce, Maria ar fi fost moștenitoarea coroanei olandeze în cazul unui eventual deces al verișoarei Wilhelmina (mama Prințesei Iuliana). Nașterea Iulianei a schimbat substanțial succesiunea.

## Biografie

### Căsătorie și copii
Ca fată tânără, Maria și verișoara ei, Prințesa Pauline, erau considerate posibile mirese pentru Albert Edward, Prinț de Wales (viitorul Eduard al VII-lea al Regatului Unit).
Planul nu s-a împlinit, mama lui, regina Victoria credea că dinții Mariei erau "aproape negri"; ambele fete erau considerate "delicate însă nu frumoase". Mai târziu prințul s-a căsătorit cu Prințesa Alexandra a Danemarcei.
La 6 februarie 1876 la Weimar, Maria s-a căsătorit cu Prințul Heinrich VII Reuss de Köstritz. Cuplul a avut următorii copii:
- un fiu (1877)
- Prințul Heinrich XXXII Reuss de Köstritz (1878–1935); căsătorit cu Prințesa Maria Adelheid de Lippe-Biesterfeld (1895–1993)
- Prințul Heinrich XXXIII Reuss de Köstritz (1879–1942); căsătorit prima dată cu Prințesa Victoria Margaret a Prusiei (1890–1923) și a doua oară cu Allene Tew (1876–1955)
- Prințesa Johanna Reuss de Köstritz (1882–1883)
- Prințesa Sophie Renate Reuss de Köstritz (1884–1968); căsătorită cu Prințul Heinrich XXXIV Reuss (1887–1956)
- Prințul Heinrich XXXV Reuss de Köstritz (1887–1936); căsătorit prima dată cu Prințesa Maria de Saxa-Altenburg (1888–1947) și a doua oară cu Prințesa Maria Adelheid de Lippe-Biesterfeld (1895–1993)